# Arbigny-sous-Varennes
Arbigny-sous-Varennes is een gemeente in het Franse departement Haute-Marne (regio Grand Est) en telt 89 inwoners (2017). De plaats maakt deel uit van het arrondissement Langres.

## Geografie
De oppervlakte van Arbigny-sous-Varennes bedraagt 10,1 km², de bevolkingsdichtheid is dus 8,8 inwoners per km².
De onderstaande kaart toont de ligging van Arbigny-sous-Varennes met de belangrijkste infrastructuur en aangrenzende gemeenten.

## Demografie
Onderstaande figuur toont het verloop van het inwonertal (bron: INSEE-tellingen).